# Václav Antoš
Václav Antoš (19 de enero de 1905-23 de enero de 1978) fue un deportista checoslovaco que compitió en natación, especialista en el estilo libre. Ganó una medalla de bronce en el Campeonato Europeo de Natación de 1927 en la prueba de 400 m libre.

## Palmarés internacional
| Campeonato Europeo | Campeonato Europeo | Campeonato Europeo | Campeonato Europeo |
| Año                | Lugar              | Medalla            | Prueba             |
| ------------------ | ------------------ | ------------------ | ------------------ |
| 1927               | Bolonia (Italia)   | Medalla de bronce  | 400 m libre        |